# Che-nan
Che-nan (čínskými znaky: 河南; pin-jinem: Hénán) je provincie Čínské lidové republiky ve středojižní Číně. Má rozlohu 167 000 km² a s přibližně 95 miliony obyvateli je třetí nejlidnatější provincií Číny. Hlavním městem je Čeng-čou.

## Starověk
Severní oblast Che-nanu okolo Žluté řeky byla hlavní oblastí ve starověké Číně, ve které se nacházela dvě hlavní města Luo-jang a Kchaj-feng během vládnutí čínských dynastií.

## Japonská okupace
Ve válečných letech 1938 až 1945 byla provincie obsazena Japonci. V letech 1941 a 1942 japonská okupační správa vydala 53 čínských poštovních známek opatřených přetiskem.

## Paleontologie
Provincie Che-nan je také velmi významnou oblastí pro paleontologické výzkumy druhohorních obratlovců, zejména pak neptačích dinosaurů. Bylo odtud již popsáno několik desítek druhů dinosaurů a místní lokality patří k nejvýznamnějším na světě. Mezi jinými nálezy zde byla například objevena i největší známá vejce v dějinách života na Zemi.

## Administrativní členění
| Mapa provincie        | #               | Název (čínsky) | Název (čínsky)   | Název (čínsky) | Sídelní městský obvod | Počet obyvatel (2010) |
| Mapa provincie        | #               | český přepis   | znaky            | pchin-jin      | Sídelní městský obvod | Počet obyvatel (2010) |
| --------------------- | --------------- | -------------- | ---------------- | -------------- | --------------------- | --------------------- |
| Mapa provincie        |                 |                |                  |                |                       |                       |
| Městská prefektura    |                 |                |                  |                |                       |                       |
| 1                     | Čeng-čou        | 郑州市         | Zhèngzhōu Shì    | Čung-jüan      | 8 626 505             |                       |
| 2                     | An-jang         | 安阳市         | Ānyáng Shì       | Pej-kuan       | 5 172 834             |                       |
| 3                     | Che-pi          | 鹤壁市         | Hèbì Shì         | Čchi-pin       | 1 569 100             |                       |
| 4                     | Ťiao-cuo        | 焦作市         | Jiāozuò Shì      | Ťie-fang       | 3 539 860             |                       |
| 5                     | Kchaj-feng      | 开封市         | Kāifēng Shì      | Ku-lou         | 4 676 159             |                       |
| 6                     | Luo-che         | 漯河市         | Luòhé Shì        | Jen-čcheng     | 2 544 103             |                       |
| 7                     | Luo-jang        | 洛阳市         | Luòyáng Shì      | Si-kung        | 6 549 486             |                       |
| 8                     | Nan-jang        | 南阳市         | Nányáng Shì      | Wo-lung        | 10 263 006            |                       |
| 9                     | Pching-ting-šan | 平顶山市       | Píngdǐngshān Shì | Sin-chua       | 4 904 367             |                       |
| 10                    | Pchu-jang       | 濮阳市         | Púyáng Shì       | Chua-lung      | 3 598 494             |                       |
| 11                    | San-men-sia     | 三门峡市       | Sānménxiá Shì    | Chu-pin        | 2 233 872             |                       |
| 12                    | Šang-čchiou     | 商丘市         | Shāngqiū Shì     | Liang-jüan     | 7 362 472             |                       |
| 13                    | Sin-siang       | 新乡市         | Xīnxiāng Shì     | Wej-pin        | 5 707 801             |                       |
| 14                    | Sin-jang        | 信阳市         | Xìnyáng Shì      | Š'-che         | 6 108 683             |                       |
| 15                    | Sü-čchang       | 许昌市         | Xǔchāng Shì      | Wej-tu         | 4 307 199             |                       |
| 16                    | Čou-kchou       | 周口市         | Zhōukǒu Shì      | Čchuan-chuej   | 8 953 172             |                       |
| 17                    | Ču-ma-tien      | 驻马店市       | Zhùmǎdiàn Shì    | I-čcheng       | 7 230 744             |                       |
| Městská podprefektura |                 |                |                  |                |                       |                       |
| 18                    | Ťi-jüan         | 济源市         | Jǐyuán Shì       | –              | 675 710               |                       |